# Cattedrale della Resurrezione di Cristo (Tirana)
La cattedrale della Resurrezione di Cristo (in albanese Katedralja Ngjallia e Kristhtit) è la cattedrale dell'arcidiocesi di Tirana e Durazzo, sede principale della chiesa ortodossa albanese. Si trova nella città di Tirana, in Albania.

## Storia

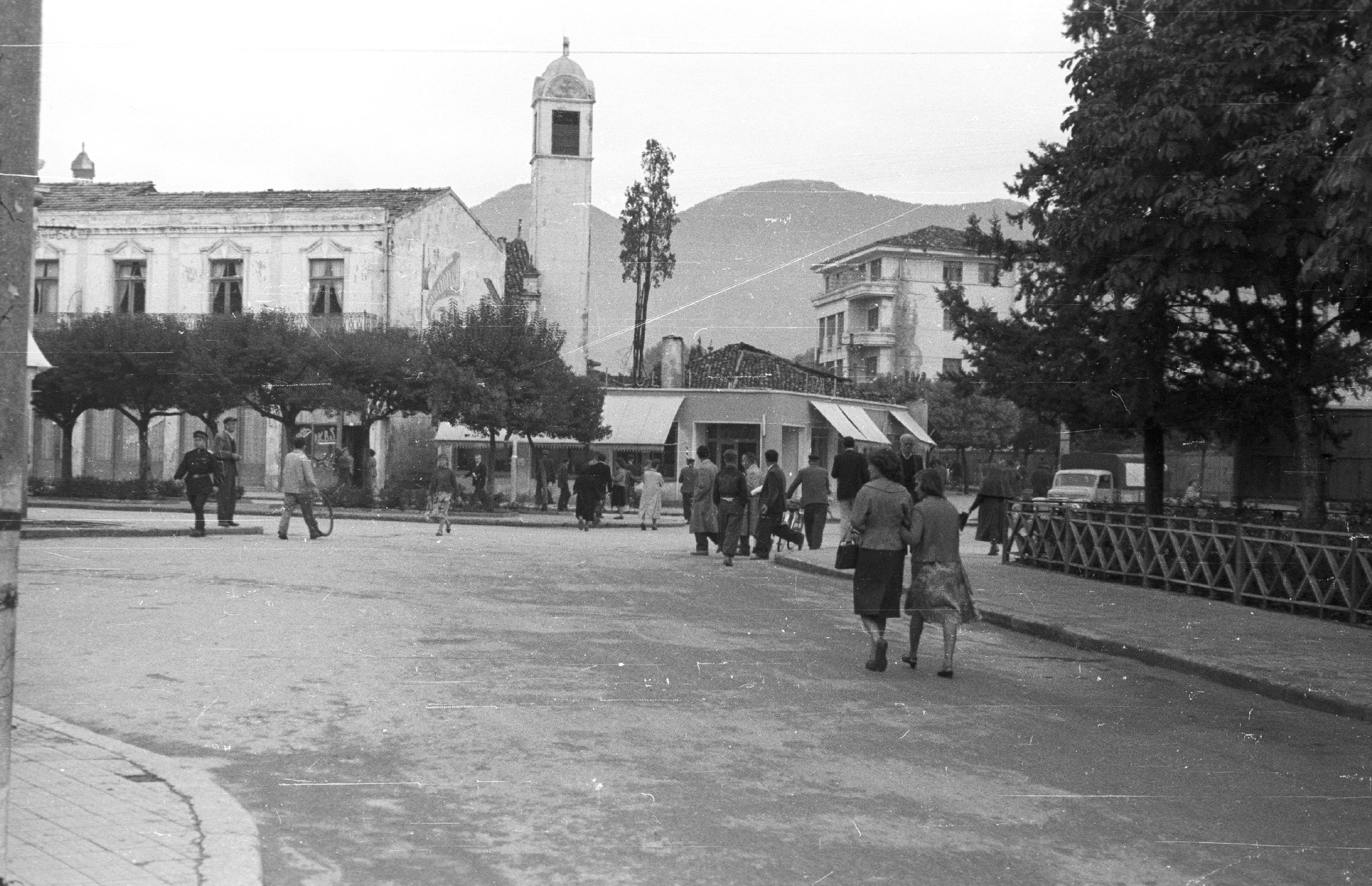
L'antica chiesa cristiana ortodossa di Tirana, Piazza Scanderbeg (1963)

L'edificio originale, distrutto più volte durante la dominazione turco-ottomana, fu costruito nel 1865 presso l'attuale Piazza Scanderbeg, per essere poi chiuso al culto nel 1967, nel periodo della dittatura comunista d'Albania. In quegl' anni l'antica cattedrale fu totalmente distrutta dal regime comunista per erigere al suo posto l'Hotel Internazionale Tirana. 
La nuova piazza di Tirana, che in passato possedeva edifici religiosi cristiani (simbolo degli antichi fasti dell'Impero romano d'Oriente) e musulmani (ricordo perenne della lunga dominazione turca dei Balcani), si ritrovò così spoglia della struttura simbolo dell'antica identità religiosa albanese. La nuova piazza della capitale albanese doveva fungere a simbolo della potenza del regime totalitario, concepita secondo scenografie e strutture architettoniche semplici e monumentali. Con la caduta del regime comunista, uno dei più severi - se non il più estremista - d'Europa, con il ritorno alla libertà di culto e la totale libertà religiosa (circa 500 anni, tra dominio turco-ottomano, dittatura nazi-fascista e regime comunista) si ripose la volontà di ricostruire la cattedrale ortodossa di Tirana.
Nel 2012, dopo circa dieci anni di lavori, è stata completata la nuova cattedrale, a poca distanza dalla piazza dedicata a Giorgio Castriota Scanderbeg. Si tratta della terza chiesa ortodossa più grande d'Europa, inaugurata il 24 giugno del 2012, nell'ambito delle celebrazioni del 20º anniversario della consacrazione dell'arcivescovo Anastasio di Albania. La cattedrale è stata consacrata nel 2014.
A forma circolare, sormontata da una grande cupola ricoperta da un maestoso mosaico del Cristo Pantocratore, opera dell'artista albanese Josif Droboniku, di Liliana Prifti e scuola, è fornita di una grande iconostasi in marmo con alcune icone provenienti dal Monte Athos. Attualmente la cattedrale è ancora in fase di definizione. Nella cattedrale è presente anche un anfiteatro, un piccolo museo, una sala presentazioni, una biblioteca e una sala per mostre.

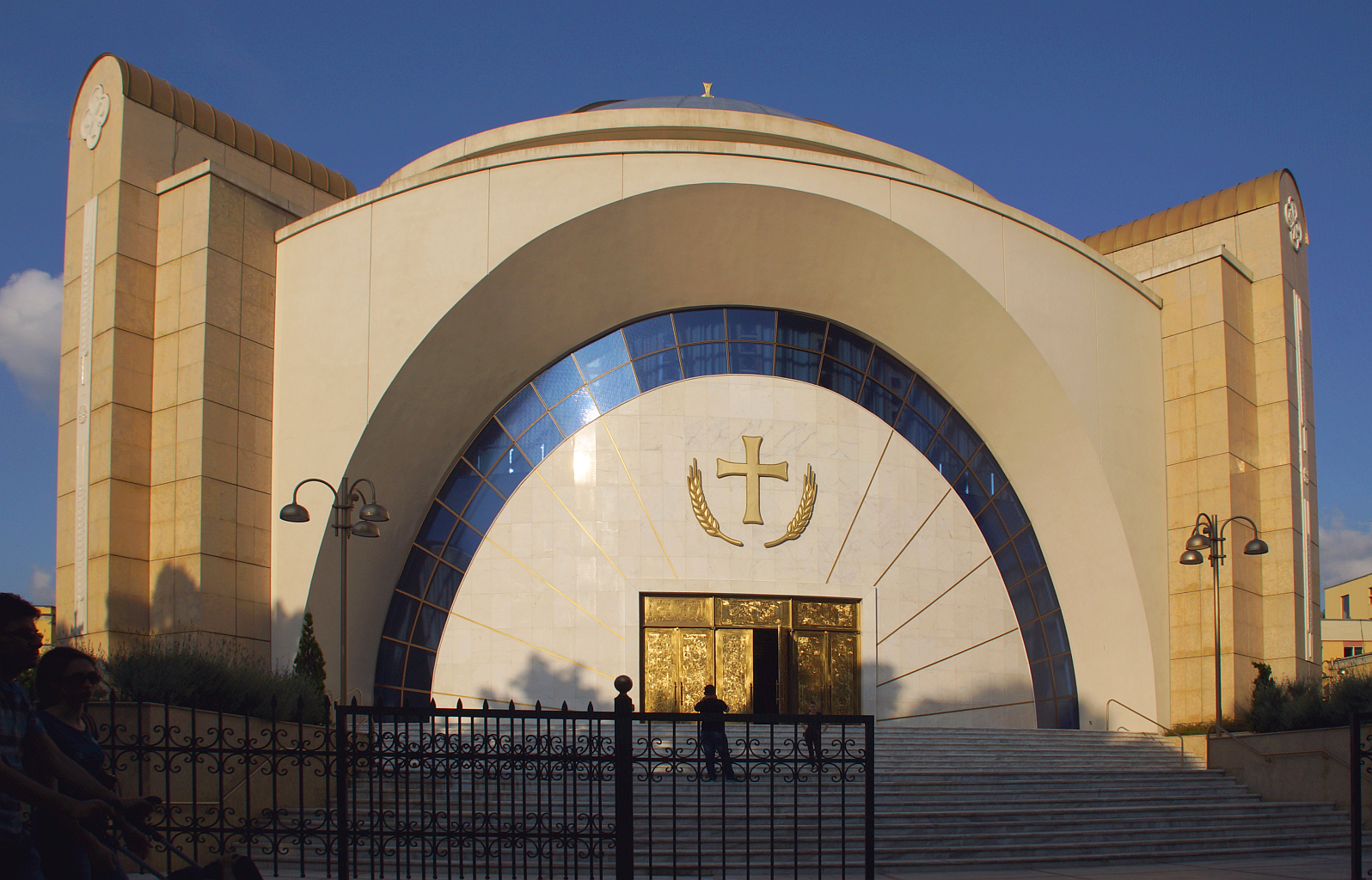
La facciata
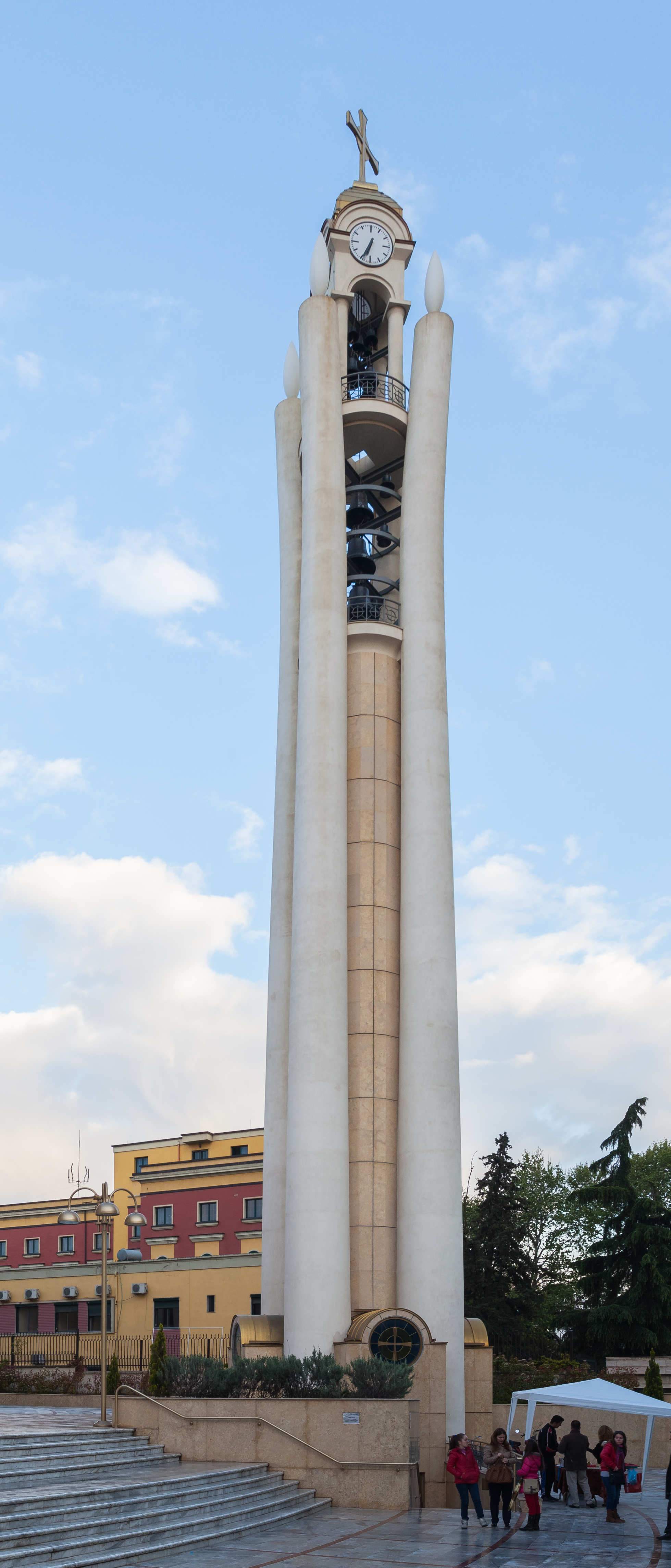
Il campanile
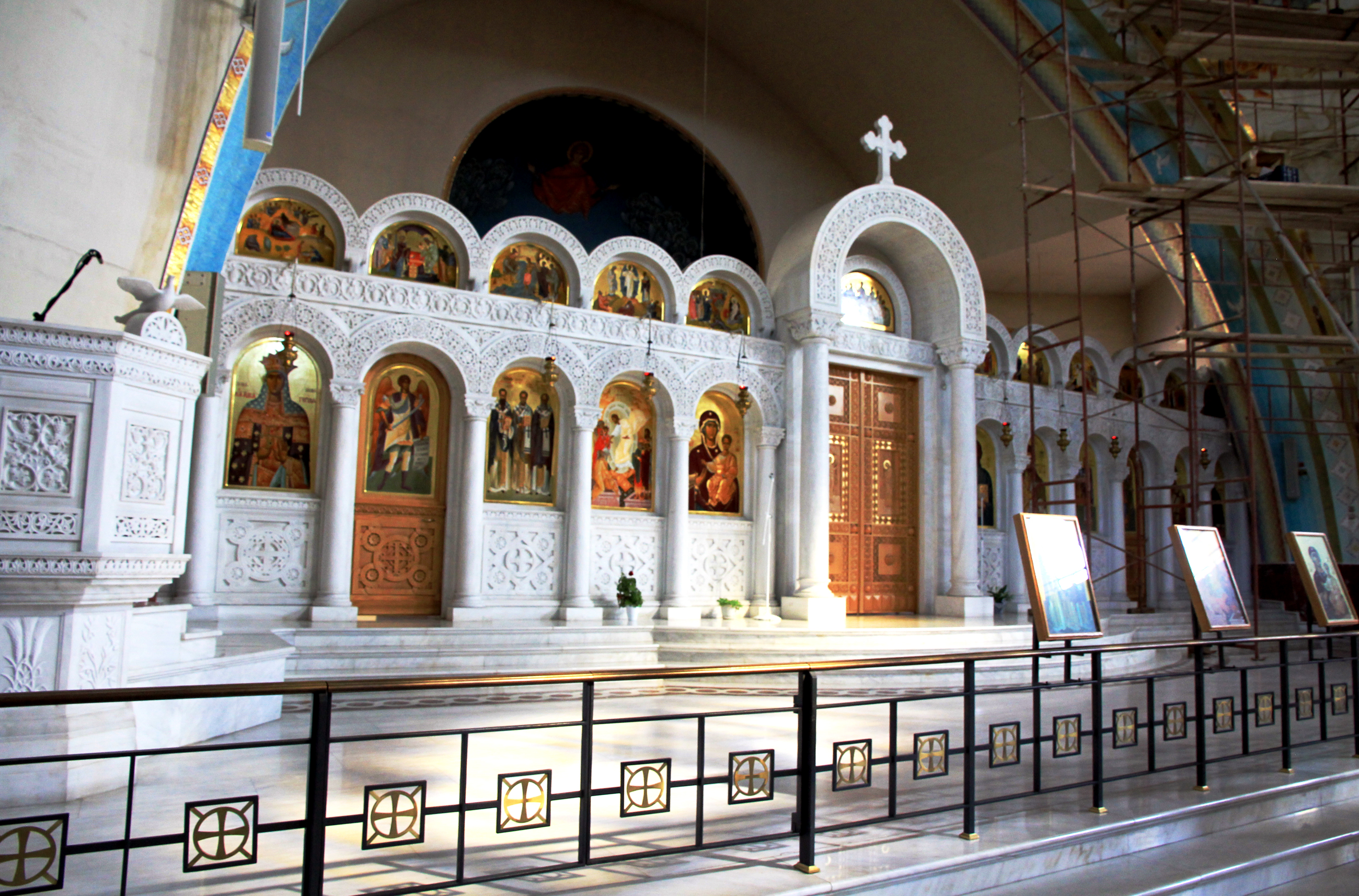
L'iconostasi
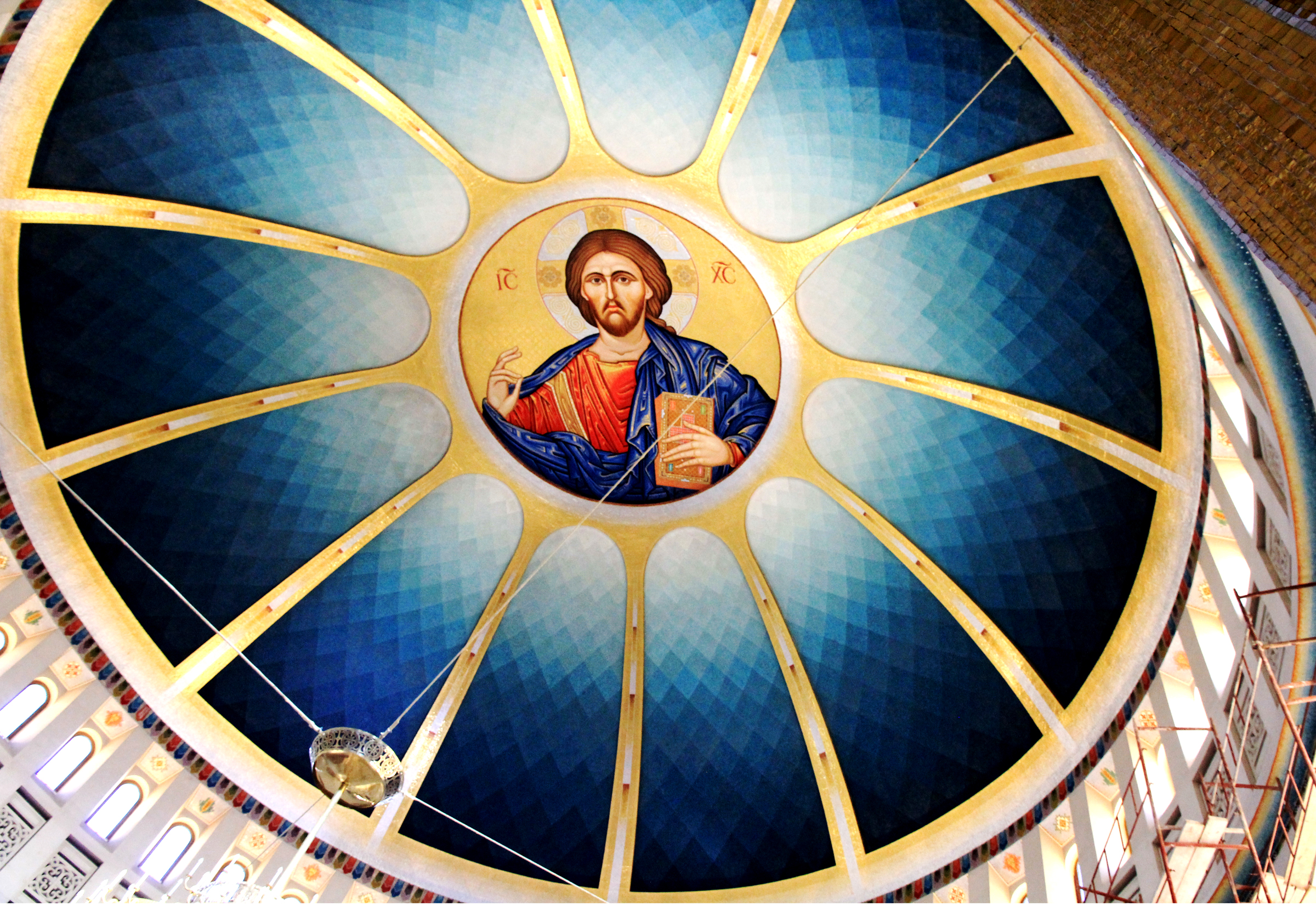
La cupola con il mosaico del Cristo Pantocratore onnipotente